# Isoperla bellona
Isoperla bellona is een steenvlieg uit de familie Perlodidae. De wetenschappelijke naam van de soort is voor het eerst geldig gepubliceerd in 1911 door Banks.